# Yamatarotes bicolor
Yamatarotes bicolor là một loài tò vò trong họ Ichneumonidae.